# Клан Фергюсон

Нашоломник клану Фергюссон.

Герб вождів клану Фергюссон.

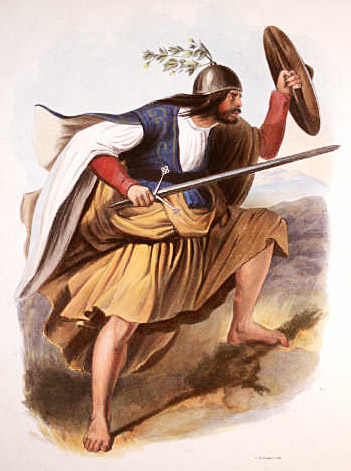
Воїн з клану Фергюссон у традиційному одязі. Малюнок художника Р. МакЯна. 1845 рік.

Клан Фергюссон (шотл. - Clan Fergusson, гельск. - Clan MacFhearghuis) - клан МакФергюс - один з кланів рівнинної частини Шотландії - Лоулендсу. Клан відомий як «Сини Фергюсса». Люди цього клану розселились майже по всій Шотландії - від Россширу на півночі до Дамфрісширі на півдні. 
Гасло клану: Dulcius ex asperis - Солодше після труднощів (лат.)
Військовий клич клану: Clann Fhearghuis gu brath! - Клан Фергюс гу брах! - Клан Фергюс назавжди! (гельск.)
Землі клану: Аргайлл, Пертшир, Дамфрісшир, Галловей
Символ клану: квітка малого соняшника
Вождь клану: сер Чарльз Фергюссон Кілкерран - IX баронет Кілкерран
Резиденція вождя клану: Замок Кілкерран (Айршир)

## Історія клану Фергюссон

### Походження клану Фергюссон
Гельська назва клану Фергюссон - МакФергюс - Сини Фергюса. Кельтське ім’я Фергюс можна перекласти як «Сердитий», «Суворий». Є багато різних гілок, що називають себе клан Фергюссон, але немає ніяких доказів того, що вони мають спільне походження. Крім того різні гілки клану Фергюссон мають різну символіку і геральдику.
Гілка Фергюссон з Аргайлу стверджють, що вони походять від Фергюса Мора - короля Дал Ріади, що переселився з Ірландії в землі Аргайл. Більшість гербів з цієї гілки клану містять голову вепра, що вказує на зв'язок давніх шотландців (скоттів) з ірландським королівством Дал Ріада, що потім завоювало королівство Піктів - нинішню Шотландію. 
Є повідомлення про те, що гілка Фергюссон з Ейрширу та Дамфрісширу, гілка Фергюссон з Галловей відігравали важливу роль в історії Шотландії в часи правління королів Шотландії Девіда І та Малкольма IV. Фергюс з Галловей відновив церкву Віторн, заснував абатство Дундреннан. Він помер в 1161 році в абатстві Холіруд. Графи Каррік походять від Фергюса з Галловея.
Клан Фергюссон володів землями Кілкерран з XII століття, хоча перший історичний документ, що стосується цього клану стосується Джона Фергюссона з Кілкеррану і датується 1464 роком. Джон Фергюссон був нащадком Джона МакФерюса, що згадується в грамоті Едварда Брюса 1314 року, що біла підписана після битви під Баннокберн.
Був ще клан Фергюссон в південному Карріку - цей клан ще до 1600 року визнав вождів клану Фергюссон з Кілкеррану як вождів всього клану Фергюссон.  

### XVII століття
У XVII столітті клан Фергюссон вступив в союз з кланом Кеннеді, з графами Кассіліс проти лайрдів Кеннеді з Баргані. Клан Фергюссон став васалом Джона Кеннеді - V графа Кассіліс у 1601 році, коли в результаті сутички в Майбоул лерд Кеннеді Баргані був убитий.
Клан Фергюссон з Ейрширу прийняв протестантську віру під час Реформації, в той час як сер Джон Фергюссон Кілкерран підтримав короля і воював в лавах роялістів під час громадянської війни в Шотландії.

### XVIII століття
Сер Джон Фергюссон народився близько 1653 року. Він став видатним юристом і членом колегії адвокатів Шотландії. У 1703 році він отримав титул баронета Нової Шотландії. У 1735 році його син - Джеймс Фергюссон став суддею Верховного суду і отримав титул лорд Кілкерран. Генерал сер Чарльз Фергюссон - VII баронет Фергюссон служив в Британській армії протягом майже сорока років.

## Септи клану Фергюссон
- Форган
- Ферджі
- Фергус
- Фергушілл
- Фергуссілл
- Фарріс
- Феррі
- Ферріс
- Форгі
- Фургерсон
- Ґревсак
- Ґарді
- Харді
- Егзаніан
- Хемматі
- Кідді
- Кідд
- Кедді
- Кеддл
- Кетчен
- Мадані
- МакТаверт
- МакГерріс
- МакФергус
- МакФерріс
- МакАді
- МакКейд
- МакЕрріс
- МакГерріс
- МакКеррас
- МакКерсі
- МакКестан
- МакФергуйс
- МакМагнус
- МакІріш
- МакІнлей